# Гимазетдинова, Анастасия Дмитриевна
Анастасия Дмитриевна Гимазетдинова (узб. Анастасия Дмитрий қиз Ғимазетдинова, Anastasiya Dmitriy qizi G‘imazedtdinova; род. 19 мая 1980 года в Ташкенте, Узбекская ССР, СССР) — узбекистанская фигуристка, выступавшая в одиночном разряде. Трёхкратная чемпионка Узбекистана. Чемпионка Азии 2008 года. (Чемпионат Азии по фигурному катанию не является турниром результаты которого в то время учитываются ИСУ). Мастер спорта России в одиночном катании (1994 год), мастер спорта международного класса (Узбекистан).
Живёт в России, в городе Екатеринбурге. Тренировалась у Петра Кипрушева. Ранее работала с Игорем Ксенофонтовым. Анастасия вышла замуж 05.04.2012 за Кипнис Григория, родила девочку 30.11.2012, назвали также, как и маму-Анастасия.20.06.2017 родила вторую девочку, назвали Валерия.

## Карьера
Анастасию Гимазетдинову в секцию фигурного катания привели родители в 5 лет. Первым тренером была Наталья Серебренникова (ДЮСШ «Уральский трубник», Первоуральск). С 1993 года тренировалась под руководством Игоря Ксенофонтова. В 13 лет она выполнила норматив мастера спорта, три года подряд, начиная с 1993 по 1995 год, на этапах Кубка России была в тройке сильнейших. Участвовала в двух чемпионатах России. С 1997 года выступает за сборную команду Узбекистана.
В своих программах Анастасия отличалась эффектной хореографией. Но на международных соревнованиях она, в основном, занимала не очень высокие позиции.
Наивысшими достижениями Анастасии на международной арене являются 8-е место на чемпионате Четырёх континентов в 1998 году и 19-е место на чемпионате мира в 2007 году. Кроме того, заняв в 2005 году на «Мемориале Карла Шефера» 7-е место она отобралась для участия в зимних Олимпийских играх в Турине, где стала 29-й.
На чемпионате Азии 2008 (Asian Championships или иначе — Asian Figure Skating Trophy) Анастасия завоевала золотую медаль.
На турнире «Nebelhorn Trophy» в 2009 году, который, являлся квалификационным для Олимпиады—2010, Анастасия заняла 14-е место и не смогла получить для Узбекистана олимпийскую лицензию. Однако позже, из-за череды отказов от олимпийских путёвок в женском одиночном катании (от путёвок отказались НОКи Израиля, Швейцарии и Чехии), Узбекистан получил это место и Анастасия вошла в команду на Игры. На Играх получила скромные баллы за обе программы и заняла лишь 23-е место. Такой же результат показала и на последовавшем чемпионате мира.
Несмотря на заявления Анастасии о том что олимпийский сезон будет последним в её карьере, она вошла в состав участников зимних Азиатских игр. Но по окончании короткой программы она снялась с соревнований по причине травмы.
В данный момент работает тренером, а также выступает в ледовом шоу.

## Спортивные достижения

### после 2003 года
| Соревнование                         | 2003—2004 | 2004—2005 | 2005—2006 | 2006—2007 | 2007—2008 | 2008—2009 | 2009—2010 | 2010—2011 |
| ------------------------------------ | --------- | --------- | --------- | --------- | --------- | --------- | --------- | --------- |
| Зимние олимпийские игры              |           |           | 29        |           |           |           | 23        |           |
| Чемпионаты мира                      |           |           | 21        | 19        | 21        | 31        | 23        |           |
| Чемпионаты Четырёх континентов       | 18        |           | WD        | 12        | 9         | 12        | 11        |           |
| Чемпионаты Узбекистана               | 1         | 1         |           |           |           |           | 1         | 1         |
| Этапы Гран-при: Cup of Russia        |           |           | 7         | 11        |           |           | 12        |           |
| Этапы Гран-при: NHK Trophy           |           |           |           |           |           | 11        |           |           |
| Этапы Гран-при: Trophee Eric Bompard |           |           |           |           | 12        | 8         |           |           |
| Этапы Гран-при: Cup of China         | 11        |           |           |           |           |           |           |           |
| Nebelhorn Trophy                     |           |           | 12        |           |           | WD        | 14        |           |
| Зимние Азиатские игры                |           |           |           | 6         |           |           |           | WD        |
| Мемориал Карла Шефера                |           |           | 7         |           |           |           |           |           |
| Мемориал Ондрея Непелы               |           |           | 15        |           |           |           |           |           |
| Ice Challenge                        |           |           |           |           |           |           | 9         |           |
| Skate Israel                         | 4         |           |           |           |           |           |           |           |
| NRW Trophy                           |           |           |           |           |           |           | WD        |           |
| Чемпионат Азии                       |           |           |           |           | 1         |           |           |           |

- WD = снялась с соревнований

### до 2003 года
| Соревнования                   | 1997—1998 | 1998—1999 | 1999—2000 | 2000—2001 | 2001—2002 | 2002—2003 |
| ------------------------------ | --------- | --------- | --------- | --------- | --------- | --------- |
| Чемпионаты мира                |           |           | 28        |           |           | 23        |
| Чемпионаты Четырёх континентов |           | 8         | 12        | 26        | 14        | 9         |
| Чемпионаты Узбекистана         | 2         | 2         | 2         | 2         | 2         | 1         |
| Зимние Азиатские игры          |           | 5         |           |           |           | 6         |
| Золотой конёк Загреба          |           |           | 6         |           |           | 10        |
| Cup Helena Pajovic             |           |           |           |           | 2         |           |
| Мемориал Ондрея Непелы         |           |           | 8         |           | 8         |           |
| Мемориал Карла Шефера          |           |           |           | 8         |           |           |

## Программы
| Сезон     | Короткая программа                | Произвольная программа           |
| --------- | --------------------------------- | -------------------------------- |
| 2010—2011 | Leeloos Tune Максим Мрвица        | ?                                |
| 2009—2010 | Standing the Storm Уильям Джозеф  | Otonal Рауль ди Бласио           |
| 2008—2009 | Да, Я тебя любил Владимир Кузьмин | Восточные мотивы                 |
| 2007—2008 | Да, Я тебя любил Владимир Кузьмин | Восточные мотивы                 |
| 2006—2007 | From a Distance Ричард Клайдерман | Soundtrack Medley Владимир Косма |
| 2005—2006 | Крёстный отец 2 Нино Рота         |                                  |